# روكويل-إم بي بي إكس-31
روكويل-إم بي بي إكس-31 (بالإنجليزية: Rockwell-MBB X-31)‏ هي طائرة تجريبية، لإجراء اختبارات فائقة على المناورة بفحوى توجيه الدفع (vectored thrust) . أنتجت في الولايات المتحدة وألمانيا. من صناعة روكويل الدولية. كان أول طيران لها في 11 أكتوبر 1990. صنع منها طائرتان.

## المستخدمون
- داربا
- ناسا
- مركز الطيران والفضاء الألماني